# Carry trade
Le carry trade ou l’opération spéculative sur écart de rendement est une technique financière très employée sur le Forex, et qui consiste à profiter des écarts de rendement entre différents types d'actifs. 
Le carry trade n'est pas un arbitrage, car un arbitrage parfait est certain de générer un profit au dénouement. Le carry trade ne génère un profit que si le différentiel de rendement ne s'inverse pas.
En français on utilise l'expression carry trade essentiellement pour les opérations de devises.

## Carry trade sur devises (utilisant plusieurs devises)
Le carry trade sur devises (currency carry trade) est une spéculation sur taux d'intérêt.

Les acteurs qui ont recours au carry trade sont nombreux : institutionnels d'une part (Hedge funds, États) et privés d'autre part (entreprises, spéculateurs). La finalité du carry trade est de jouer sur un différentiel de taux d'intérêt entre deux pays, et donc entre deux devises : le principe de base du carry trade est donc de s'endetter dans une devise à faible taux d'intérêt et à placer ces fonds empruntés dans une autre devise à taux d'intérêt plus fort.
Les cambistes classent ainsi les devises en 2 catégories : les devises de Funding et les devises de Carry.
Avec la crise des subprimes, les Banques centrales ont modifié fortement leurs taux directeurs et certaines devises sont passées d'une catégorie à l'autre.

### Les devises de Funding
Ce sont ici les devises à faible taux d'intérêt, qui servent à emprunter. Historiquement, la devise qui a été la plus utilisée dans cette catégorie est le yen japonais. En raison de la crise japonaise (stagnation) des années 1990, le taux directeur de la Bank of Japan est resté très bas pendant de nombreuses années, à 0,5 %. Et à la suite de l'aggravation de la situation financière, à cause de la crise des subprimes, il a encore été abaissé à 0,3 % le 21 novembre 2008, puis à 0,1 % le 19 décembre 2008.

Le dollar a également fait partie de cette catégorie car la Banque centrale américaine, la Federal Reserve, a notamment, après le 22 janvier 2008, baissé drastiquement son principal taux directeur. Ce dernier se situe dans une plage de 0 % à 0,25 % entre 2009 et 2016. Pendant cette période, emprunter des dollars est donc quasiment gratuit. Elle a néanmoins commencé à remonter ses taux à partir de mars 2022.
Entre mars 2009 et août 2018, on retrouve la livre sterling puisque le taux directeur, décidé par la Banque d'Angleterre a chuté jusqu'à 0,25 % (tout en restant inférieur à 1 %).

### Les devises de Carry
Ce sont les devises à fort taux d'intérêt, qui servent à placer. On trouve le plus souvent ici les devises des pays émergents car ceux-ci cherchent à attirer les capitaux étrangers. C'est, par exemple, le cas de la livre turque, du rand sud-africain, du dollar néo-zélandais ou du forint hongrois.

Avant l'apparition de la crise des subprimes en juin 2007, le dollar, avec un taux directeur à 5,25 %, était une devise de Carry. Il en était de même pour la livre sterling dont le taux directeur était monté jusqu'à 5,75 % le 5 juillet 2007.

Les investisseurs ont ainsi tendance à vendre des yens en grande quantité, pour profiter des écarts de taux d'intérêt avec les devises de Carry. Cette vente de yen entraîne bien entendu une dépréciation de la monnaie japonaise.
L'Islande fut une destination privilégiée pour les spéculateurs dans les années 2000 jusqu'à l'éclatement de la bulle immobilière aux États-Unis, qui provoqua une crise boursière affectant particulièrement les banques islandaises, les rendant de fait insolvables. Les forts taux d'intérêt de la Banque centrale d'Islande avaient encouragé de nombreux Européens à y placer leur épargne.

## Carry trade sur taux d’intérêt (sur une seule devise)
Le meilleur exemple de carry trade sur taux d’intérêt est la transformation [transformation bancaire ou (en) maturity transformation], qui est le cœur de métier des banques de réseau : utiliser les dépôts des épargnants (ressource gratuite ou de très faible coût) ou emprunter à bas taux (taux interbancaire, ou taux de la Banque Centrale...) et prêter à plus long terme à un taux plus élevé (plus élevé que le taux court à terme si la courbe des taux n'est pas inversée...).